# كوساي (شيزوكا)
مدينة كوساي (بالإنجليزية: Kosai)‏ هي أحد المدن التابعة لمحافظة شيزوكا. تأسست رسميًا في 01/01/1972. ويقدر عدد سكانها بـ 44545 نسمة حسب تقدير مكتب الإحصاء الياباني لعام 2012. تبلغ مساحة كوساي 55.08 كم2. بكثافة سكانية تبلغ 809 نسمة/كم2.

## أعلام
- ساكيشي تويودا